# Lycium schreiteri
Lycium schreiteri är en potatisväxtart som beskrevs av Fred Alexander Barkley. Lycium schreiteri ingår i släktet bocktörnen, och familjen potatisväxter. Inga underarter finns listade i Catalogue of Life.